# ترويض الأفاعي
ترويض الأفاعي مهارة استعراضية يقوم فيها أحدهم بحركات تستدرج الأفعى كي تتحرك بشكل معيّن وعادة ما يعزف على آلة موسيقية في ذات الوقت. وهي موجودة في أماكن عديدة منها مثلا الهند ومراكش بالمغرب.

## معرض صور

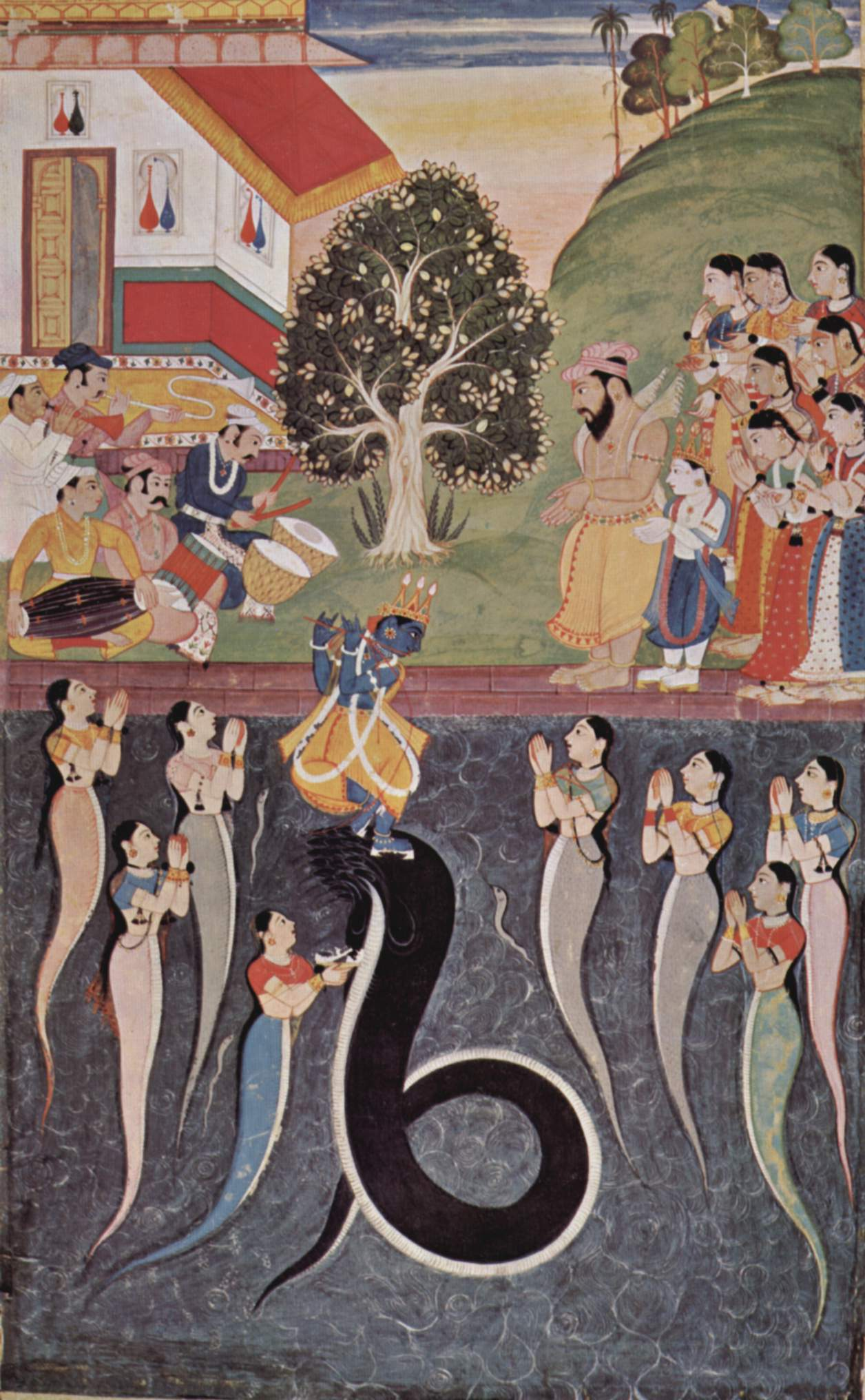
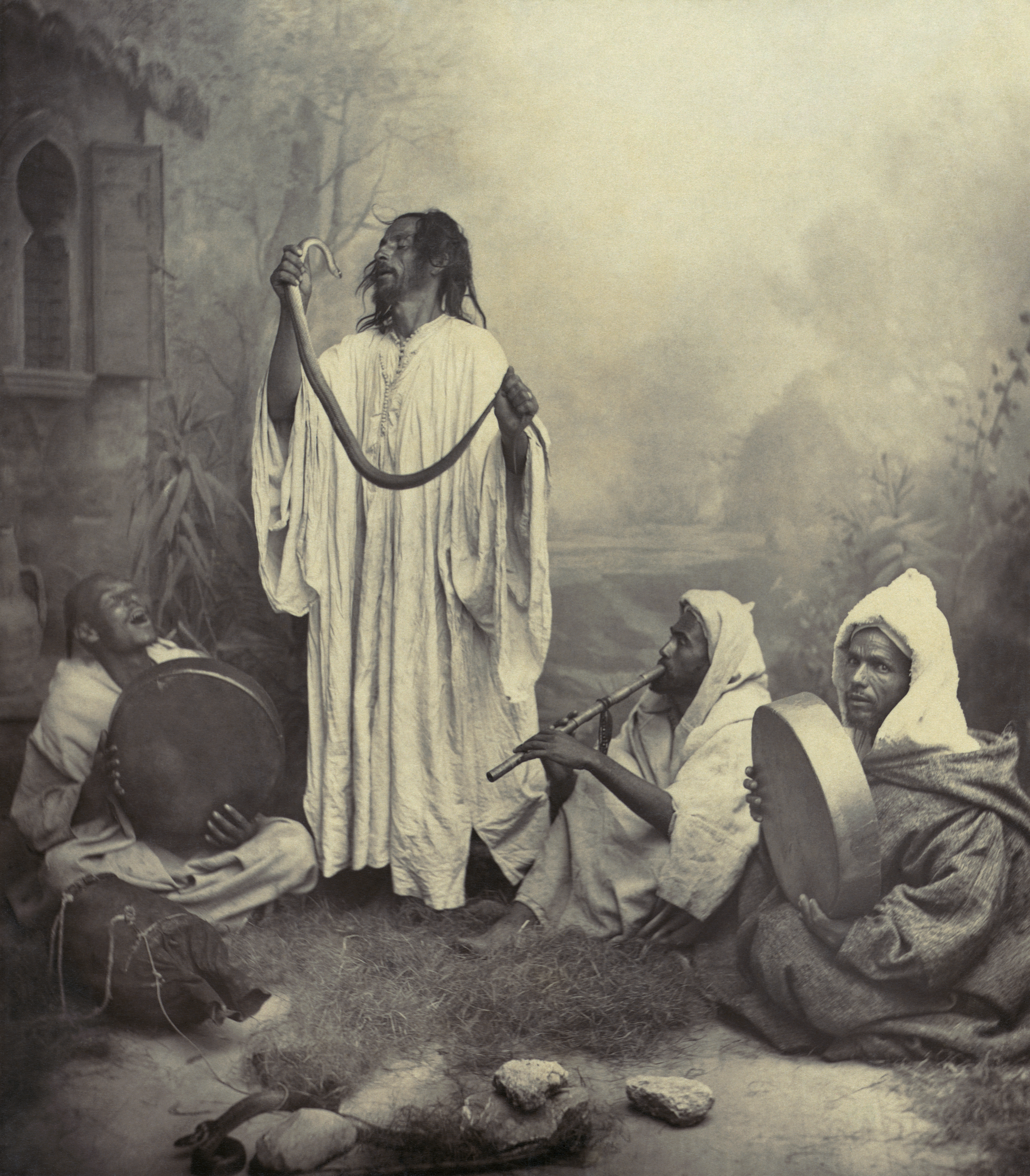
مروض أفاعي في طنجة
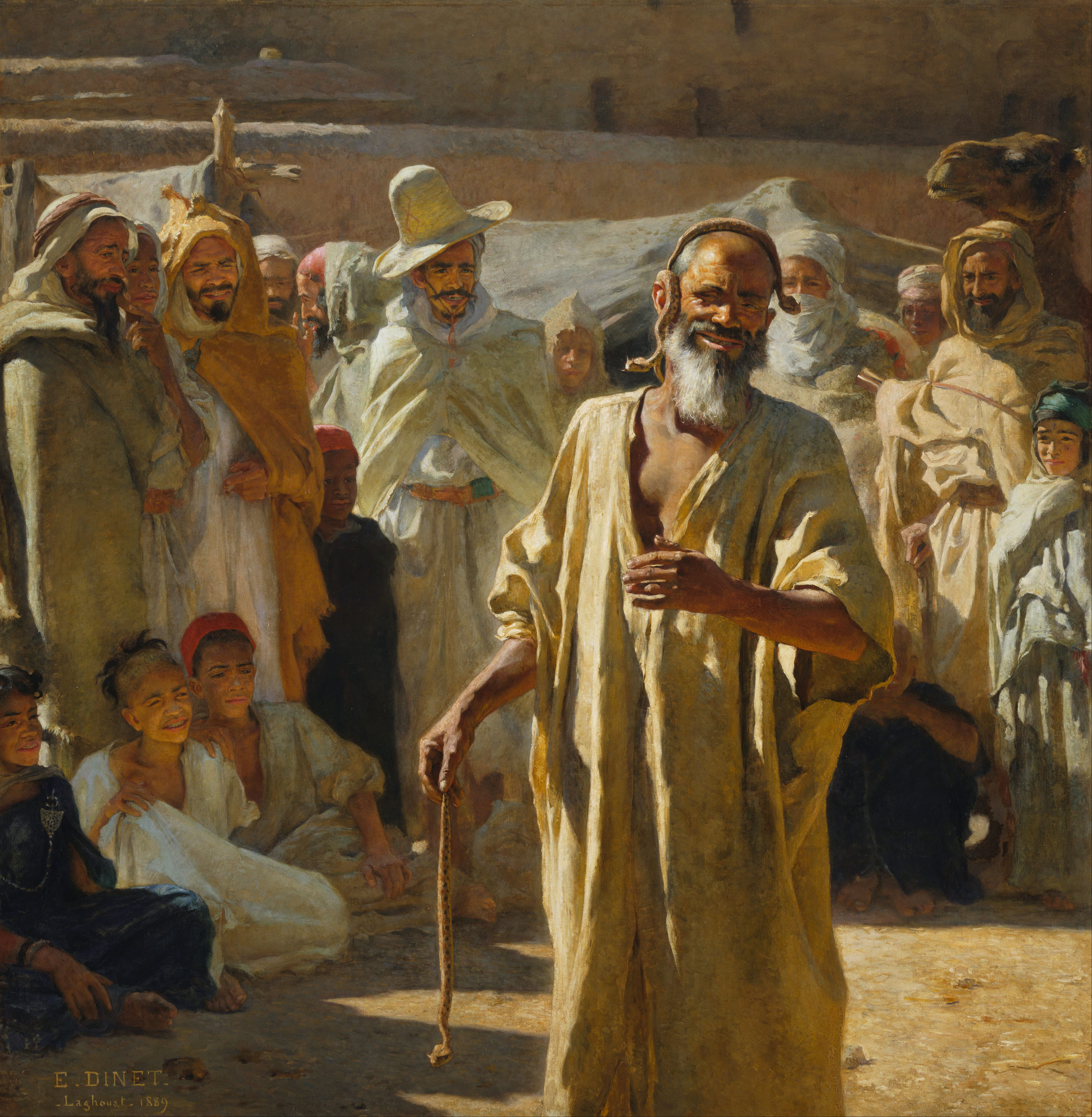
مروض أفاعي في الأغواط
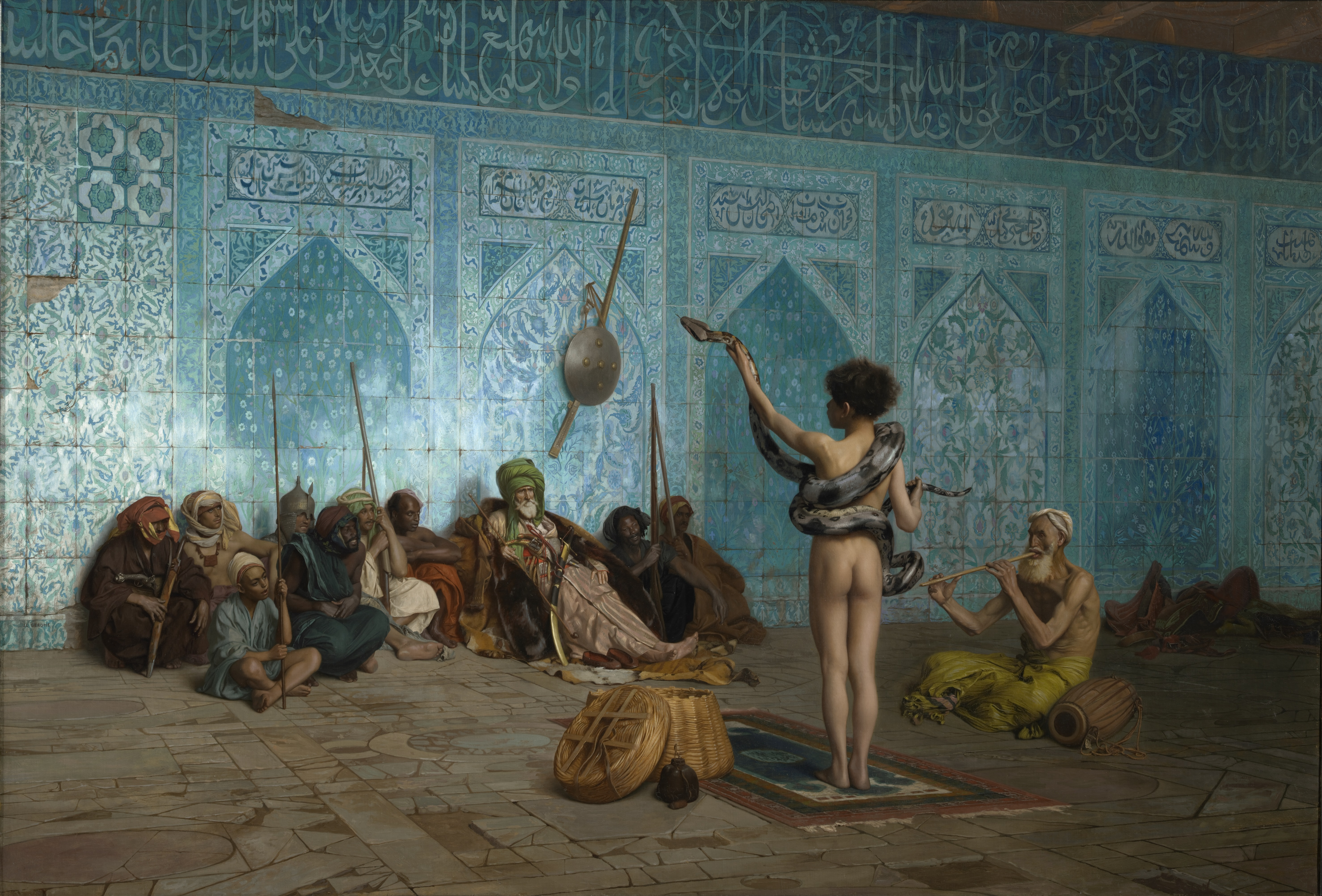
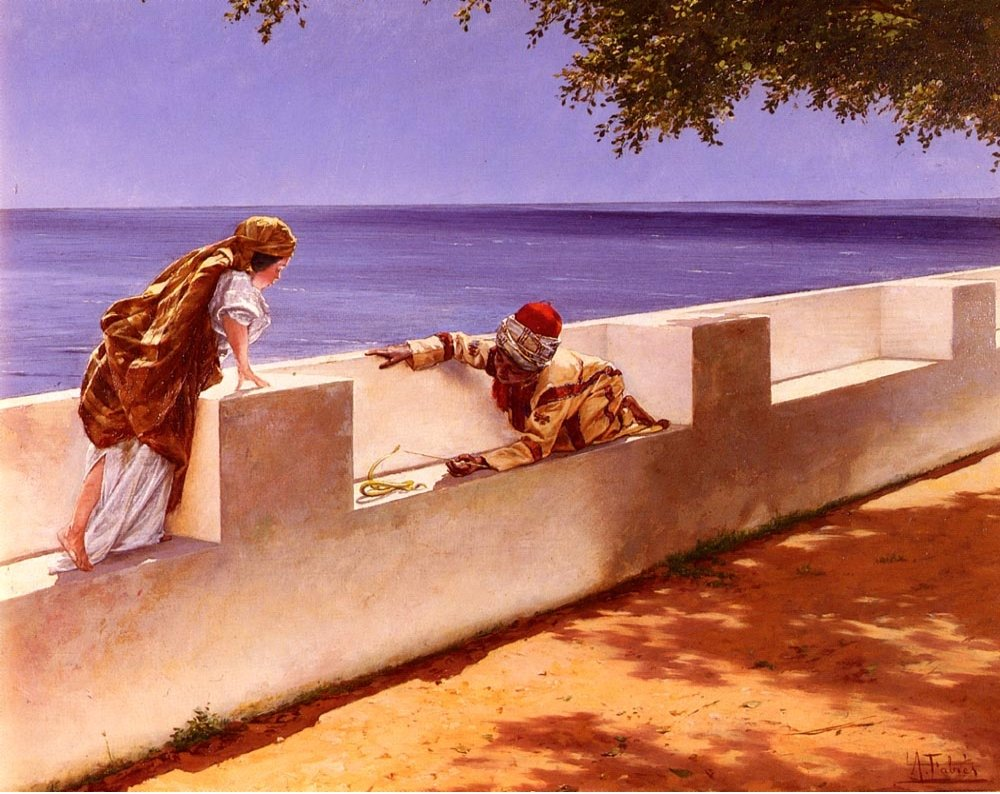
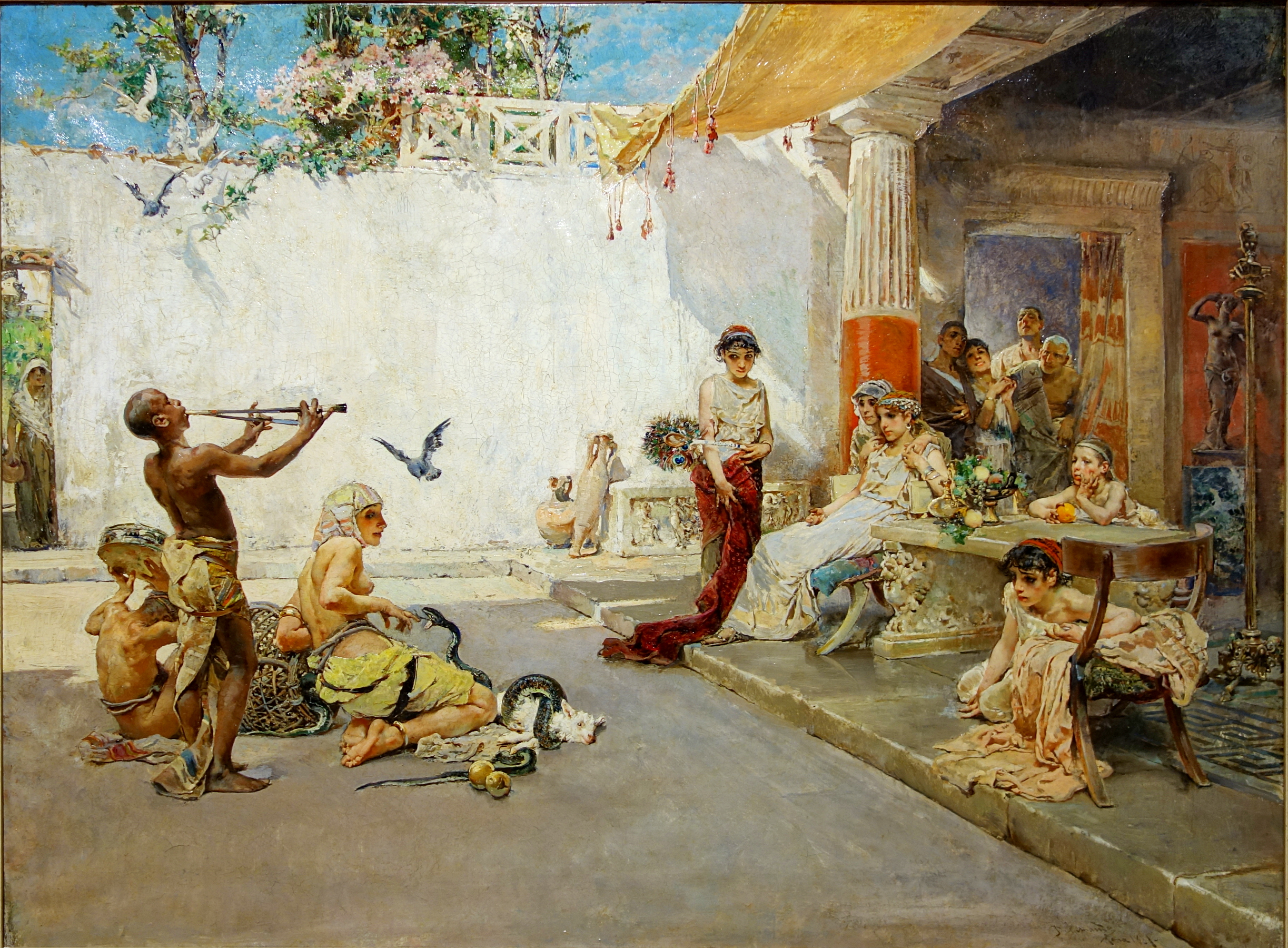